# Cephalanthera longifolia
Cephalanthera longifolia là một loài lan được tìm thấy rất nhiều ở tây và Nam Âu, phổ biến ở miền nam Pháp và Tây Ban Nha, nhưng là loài bị đe dọa ở miền bắc như Bỉ.

## Hình ảnh

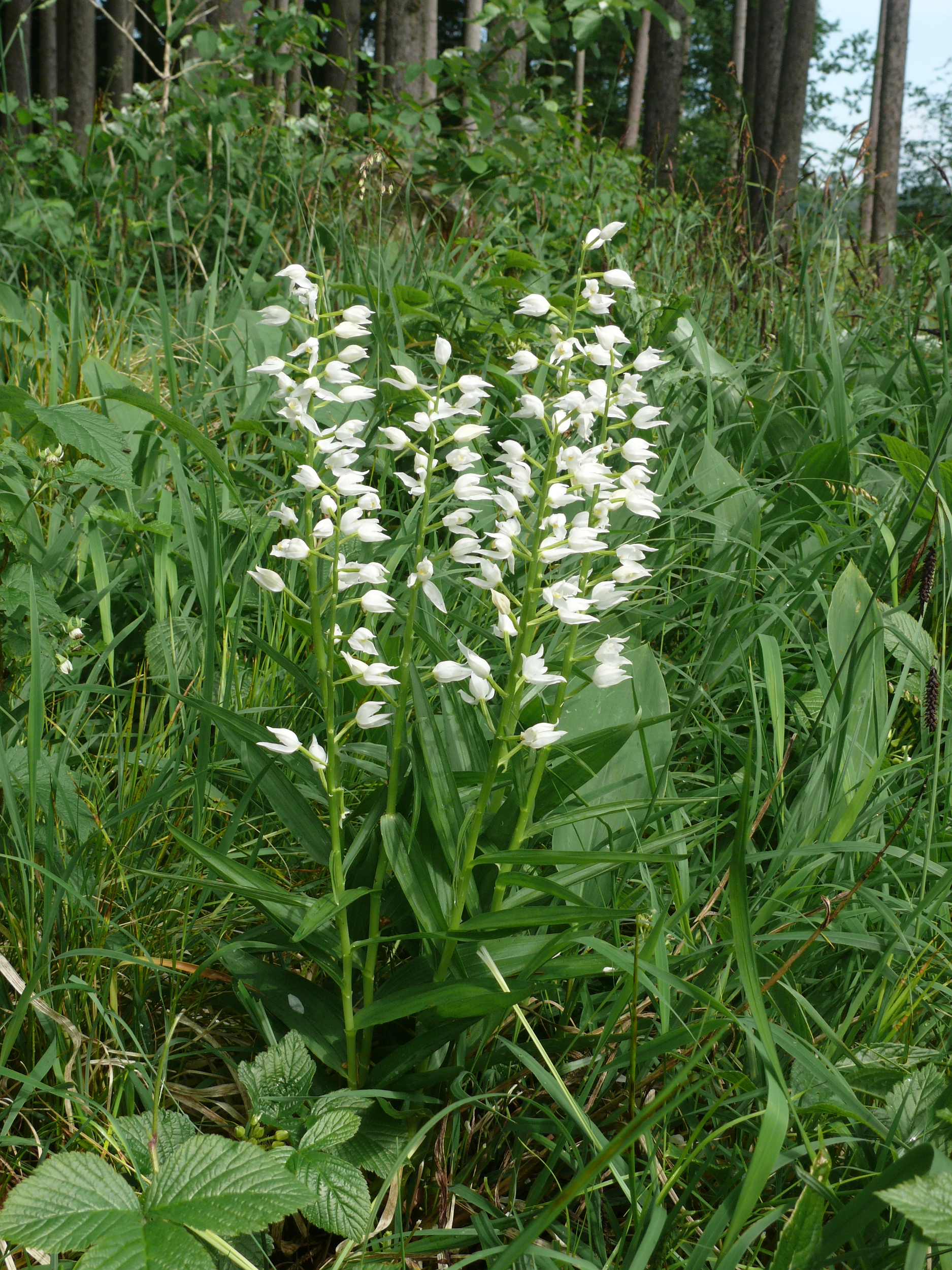
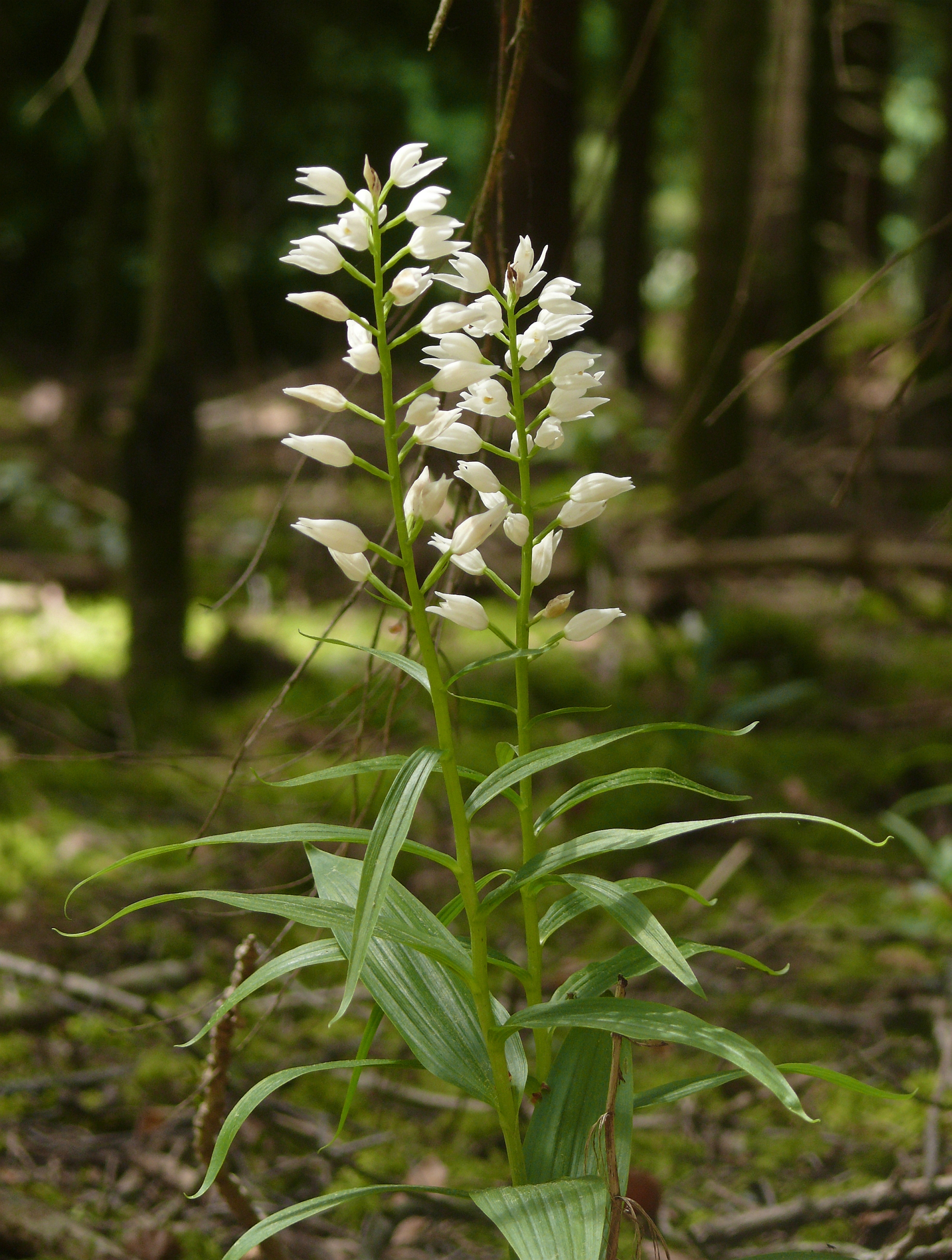
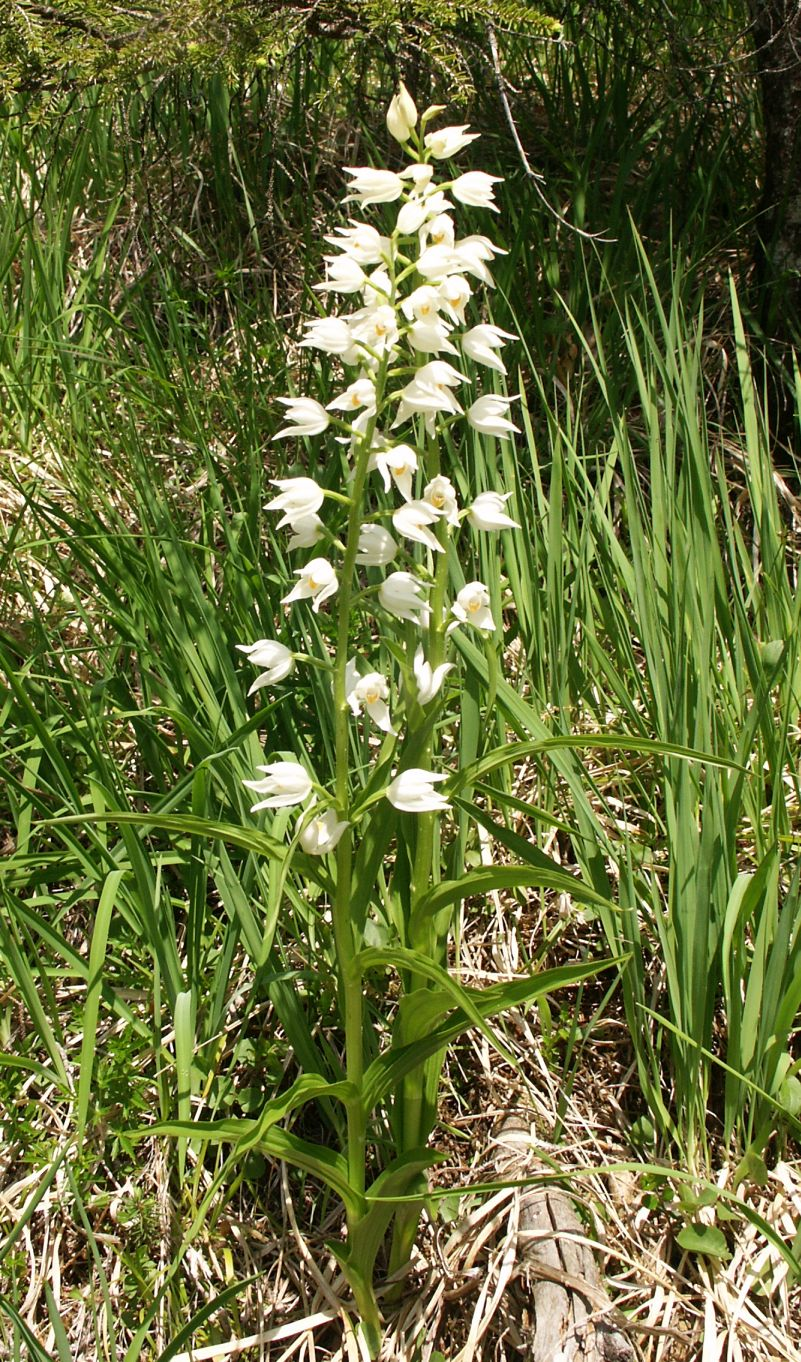
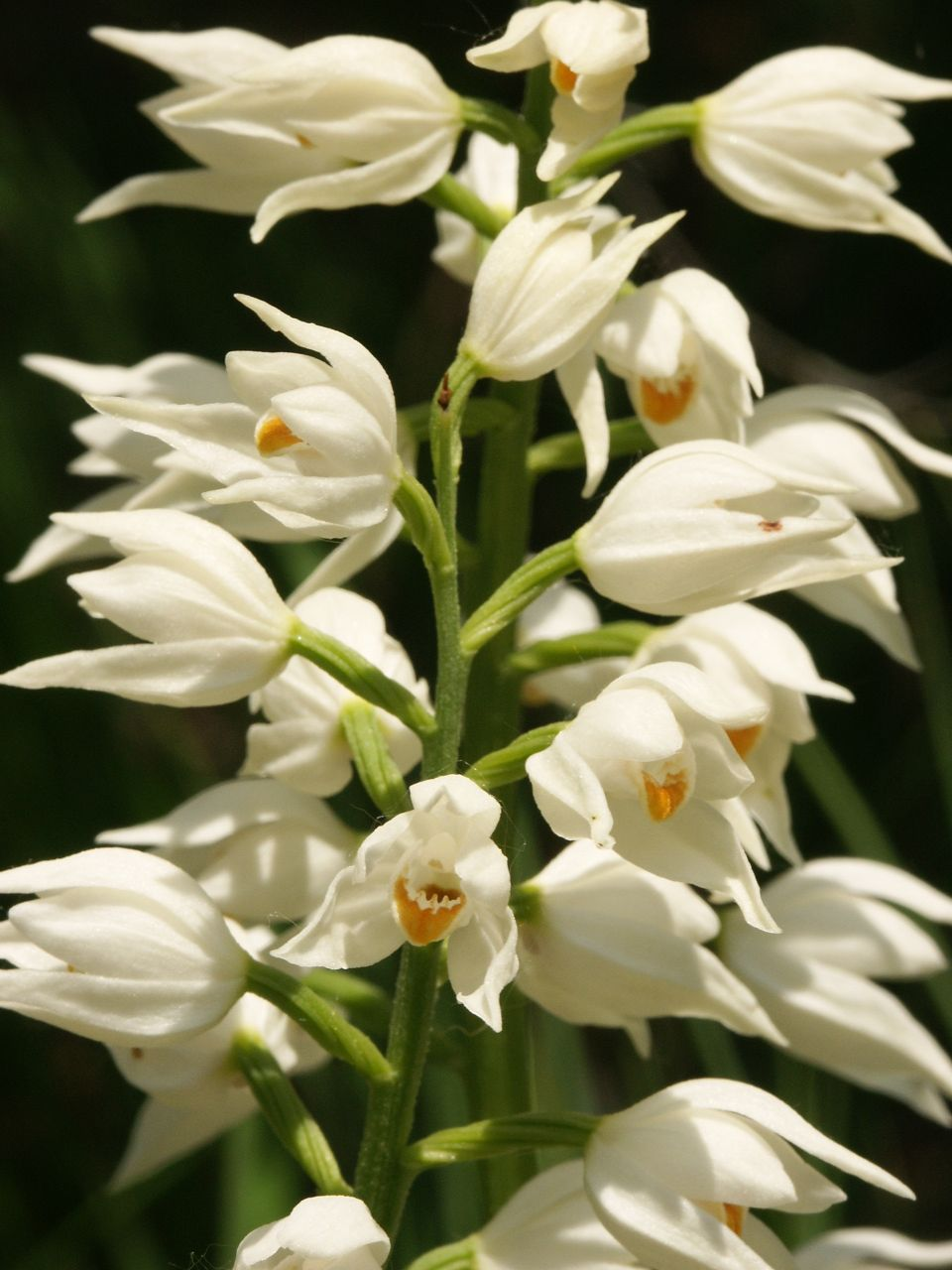